# Кахатамбо
Кахатамбо (исп. Cajatambo) — город в Перу. Административный центр провинции Кахатамбо региона Лима.
Город расположен на северо-западе региона в 343 километрах от столицы Перу.

## Население
Население города составляет 2245 жителей (2005).
Рядом с городом находятся серебряные рудники, на которых трудится часть городского населения. В 2002 году правительство Перу объявило окружающие город и рудники горы, заповедной зоной, и расширение добывающей промышленности было запрещено.